# Üzleti év
Az üzleti év az az időtartam, amelyről a vállalkozásoknak éves beszámolót kell készíteniük. Az üzleti év fordulónapja elsősorban az ország jogszabályaitól, azontúl pedig a vállalat vezetésétől függ, hiszen a különböző országok törvényei nem mindig követelik meg, hogy az éves beszámolóra vonatkozó üzleti év egybe essen a naptári évvel. A nemzetközi színtéren a szeptember tűnik a legkedveltebb záró hónapnak. Különösen a kereskedők körében nem népszerű a naptári év szerinti beszámoló, hiszen december végén a készletek, a követelések és kötelezettségek mértéke konzekvensen magasabb mint a többi hónapban.

## Az üzleti év időpontja különböző országokban
Az Egyesült Államok kormányának fiskális éve október 1-jén kezdődik, de gazdasági szektor maga választhatja meg az üzleti évének fordulónapját. Kanadában, az Egyesült Királyságban, Indiában és Hongkongban a kormány üzleti éve április 1-jétől március 31-ig tart, és a társasági adót az ez idő alatt keletkezett eredmény szerint állapítják meg.

## Az üzleti év Magyarországon
Magyarországon a számviteli törvény konkrétan meghatározza, hogy mely esetekben lehet eltérni a naptári évtől:
- A külföldi székhelyű vállalkozás magyarországi fióktelepénél, ha az a külföldi székhelyű vállalkozásánál is eltér.
- Hitelintézetek, a pénzügyi vállalkozások, a biztosító intézetek kivételével a külföldi anyavállalat konszolidálásába bevont leányvállalatnál, ezen leányvállalat leányvállalatánál, ha az a külföldi anyavállalatnál, illetve a külföldi anyavállalat összevont beszámolójánál is eltér.
- Három, beszámolóval lezárt üzleti év után, vagy ha az anyavállalat személyében bekövetkezett változás esetén a létesítő okirat ennek megfelelő módosítása került.

Itthon az üzleti év időtartama 12 naptári hónap. Ettől kizárólag a következő esetekben lehet eltérni:
- Üzleti év a jogelőd nélkül alapított vállalkozónál alapítása időpontjától létrejöttének, illetve a cégbejegyzés iránti kérelem jogerős elutasításának, vagy a cégbejegyzési eljárás megszüntetésének napjáig terjedő időszak, függetlenül annak időtartamától. (előtársasági időszak)
- Az üzleti év 12 naptári hónapnál rövidebb lehet az előtársasági időszak, valamint az azt követő üzleti év esetében, továbbá a naptári évről a naptári évtől eltérő üzleti évre, illetve az üzleti évről új üzleti évre történő áttéréskor.
- Üzleti év az átalakulás során megszűnő vállalkozónál az előző üzleti év mérlegfordulónapját követő naptól az átalakulás cégbírósági bejegyzésének napjáig terjedő időszak.
- üzleti év az átalakulással létrejövő új vállalkozónál az átalakulás cégbírósági bejegyzésének napját követő naptól a vállalkozó által az üzleti év végeként megjelölt napig terjedő időszak.
- A beszámolóban rögzített adatoknál forintról devizára, devizáról forintra, illetve devizáról más devizára való áttéréskor, továbbá a gazdasági társaságokról szóló törvényben nem szabályozott átalakulásnál, az üzleti év úgy határozható meg hogy a mérlegfordulónap az áttérés, az átalakulás napja.
- Üzleti év a vállalkozó felszámolás illetve végelszámolás esetén az előző üzleti év mérlegfordulónapját követő naptól a felszámolás, illetve a végelszámolás kezdő időpontját megelőző napig terjedő időszak. Amennyiben a felszámolás, a végelszámolás úgy fejeződik be, hogy a vállalkozó nem szűnik meg, az eljárás befejezését követő üzleti év az erről szóló végzés jogerőre emelkedésének napját követő naptól a vállalkozó által az üzleti év végeként megjelölt napig terjedő időszak.
- A felszámolás időszaka egy üzleti évnek minősül, függetlenül annak időtartamától.
- A végelszámolás időszaka általában egy üzleti év. Amennyiben a végelszámolás 12 naptári hónap alatt nem fejeződik be, a végelszámolás időszaka alatt az üzleti év időtartama 12 hónap, míg az utolsó üzleti év 12 hónapnál rövidebb is lehet.
- Az anyavállalat összevont (konszolidált) éves beszámolóját az anyavállalat éves beszámolójának üzleti évéről kell elkészíteni. Amennyiben az anyavállalat leányvállalatainak üzleti éve eltér az anyavállalat éves beszámolójának üzleti évétől, az eltérés tényét és annak indokait az összevont (konszolidált) éves beszámoló kiegészítő mellékletében be kell mutatni.

## Külső hivatkozások
- Számviteli törvény